# Schiffsregister
Das Schiffsregister dient der dinglichen Zuordnung von Schiffen. Das Schiffsregisterrecht ist ein grundbuchähnliches Sonderrecht im Rahmen des Registerrechts. Schiffe werden in Deutschland und der Schweiz sachenrechtlich wie unbewegliche Sachen behandelt. Die Regelungen über bewegliche Sachen (Fahrnis) sind daher auf diese nicht oder nur eingeschränkt anwendbar.

## Historische Grundlage
Ein Schiffsregister wurde erstmals im Vereinigten Königreich mit dem Merchant Shipping Act im Jahr 1854 eingeführt und von anderen europäischen Staaten übernommen. Schiffsregister sind grundsätzlich dem Grundbuch nachgebildet und haben sich erst allmählich eigenständig entwickelt. In Deutschland wurden die ersten Schiffsregister seit dem Norddeutschen Bund eingeführt.

„Die Entwicklung geht zurück auf die durch Hugo Grotius berühmtes Buch ‚Mare liberum‘ (1616) durchdrungene Freiheit des Meeres. Völkerrechtlich wurde dadurch die Staatenlosigkeit des Meeres anerkannt, oder besser die Zugehörigkeit des Meeres zu allen Staaten. Daraus ergab sich die Kontrolle aller Staaten in Bezug auf das Befahren des Meeres. Dieses mündete in dem Verlangen des Nachweises der Staatszugehörigkeit eines Schiffes, der durch eine Menge von Schiffspapieren geführt werden mußte. Der steigende Verkehr zwang zu einer besseren Übersicht und einer Vereinfachung des Nachweises. So kam man zur Einschreibung in ein Schiffsregister und deren Beurkundung in einem Schiffszertifikat. Später wurde die Einrichtung auch für Binnenschiffe übernommen.“

Historisch ist die Gesetzgebung zu Schiffsregistern eng mit dem Flaggenrecht verbunden sowie in Deutschland mit dem Bürgerlichen Gesetzbuch und dem Handelsgesetzbuch verbunden. Bis 1899 wurden die Schiffsregister jeweils „in den an See gelegenen Bundesstaaten“ sowie in den freien Hansestädten geführt. Ab 1. Januar 1900 wurden Schiffsregister für Binnenwasserstraßen und für Schutzgebiete ermöglicht.

## Schiffsregisterrecht
Das Schiffsregisterrecht kann, wie das Grundbuch, in formelles und materielles Schiffsregisterrecht eingeteilt werden.
Materielles Schifffahrtsregisterrecht umfasst das Recht an den eingetragenen Schiffen und den Schiffsbauwerken (zum Beispiel über Erwerb und Verlust des Eigentums, Schiffshypotheken, Nießbrauch an Schiffen, das Recht an Schiffsbauwerken etc.).
Formelles Schiffsregisterrecht umfasst das Recht über die Führung und Einrichtung des Schiffsregisters (zum Beispiel über Arten der Schiffsregister, Registerbehörde, Voraussetzungen und Gegenstände der Eintragung und Eintragungsverfahren, Einsichtnahme in das Schiffsregister etc.).
Das Schiffsregister dient der vom Gesetzgeber als erforderlich erachteten Publizität im Sinne des Sachenrechts.

### Deutschland

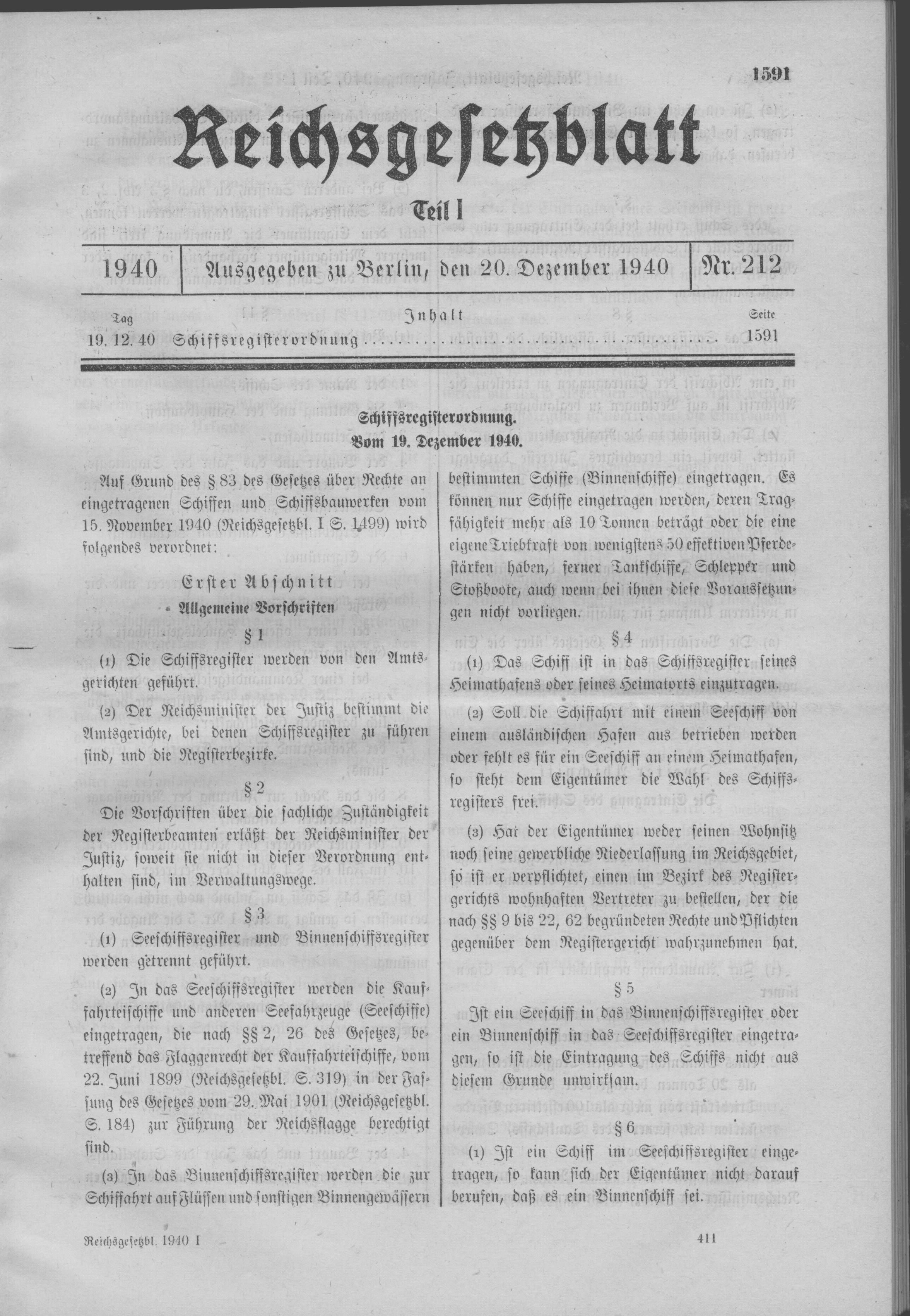
Schiffsregisterordnung vom 19. Dezember 1940

In das deutsche Schiffsregister werden private Seeschiffe und Binnenschiffe eingetragen, die berechtigt oder verpflichtet sind, die deutsche Bundesflagge zu führen. Die Konventionen zur Schiffsregistrierung sind historisch gewachsen und finden sich sinngemäß auch in früheren Rechtsvorschriften.
Für Schiffe mit Dienstflaggen der Bundesbehörden gelten gem. der Anordnung über die deutschen Flaggen (FlaggAnO) besondere Konventionen, weil Behörden mit hoheitlichen Rechten Schiffseintragungen sowie Flaggenführung selbst regeln. Ausgenommen von der Eintragungspflicht sind Schiffe in staatlichem (bundesdeutschem) Besitz gem. Schiffsregisterordnung:

„Schiffe im Eigentum und öffentlichen Dienst des Bundes, eines zum Bund gehörenden Landes oder einer öffentlich-rechtlichen Körperschaft oder Anstalt mit Sitz im Geltungsbereich des Grundgesetzes brauchen nicht zur Eintragung angemeldet zu werden.“

Die Register für Seeschiffe und Binnenschiffe werden getrennt geführt. Sachlich und örtlich zuständig ist das Amtsgericht als Registergericht (§ 1 Schiffsregisterordnung – SchRegO), in dessen Registerbezirk sich der Heimathafen oder der Heimatort des Schiffes befindet. Fehlt ein Heimathafen oder soll die Schifffahrt von einem ausländischen Ort aus betrieben werden, ist die Wahl des Schiffsregisters freigestellt. Das Schiffsregister ist öffentlich und gibt Auskunft über Eigentum und rechtliche Verhältnisse bezüglich der eingetragenen Schiffe. Schiffsregistersachen sind Angelegenheiten der freiwilligen Gerichtsbarkeit (§ 23a Abs. 2 Nr. 10 GVG).
Gemäß Art. 91 des Seerechtsübereinkommens besitzen Schiffe die Staatszugehörigkeit des Staates, dessen Flagge zu führen sie berechtigt sind. Das bedeutet, dass auf diesen Schiffen die Rechtsordnung des Flaggenstaates gilt. Sie unterstehen auf der Hohen See der ausschließlichen Hoheitsgewalt dieses Staates, bilden jedoch keinen Teil von dessen Staatsgebiet.
Die Bundesflagge führen Seeschiffe, deren Eigentümer deutsche Staatsbürger sind und ihren Wohnsitz in Deutschland haben (bei juristischen Personen, wenn Deutsche die Mehrheit im Vorstand oder in der Geschäftsführung stellen). Der deutsche Eigentümer eines Seeschiffes ist verpflichtet, das Schiff im Schiffsregister eintragen zu lassen, wenn die Rumpflänge des Schiffes 15 m übersteigt. Bei Binnenschiffen besteht eine Eintragungspflicht, wenn das Schiff eine Tragfähigkeit von über 20 Tonnen oder eine Wasserverdrängung von mehr als 10 m³ hat. Kürzere oder kleinere Schiffe können eingetragen werden, wenn der Eigentümer es wünscht. Als Bestätigung der Eintragung erhält der Reeder eines Seeschiffes das Schiffszertifikat, Eigner eines Binnenschiffes den Schiffsbrief. Eigner kleinerer Boote können diese freiwillig ins Schiffsregister eintragen, um damit einen international anerkannten Eigentumsnachweis zu besitzen. Befahren Schiffe sowohl Binnengewässer als auch Seegewässer, entscheidet das hauptsächliche Fahrgebiet über die Eintragung.
Der Schiffsregistereintrag dient zum Nachweis, wer der Eigentümer ist. Ferner kann ein Schiff wie ein Grundstück durch eine Schiffshypothek belastet werden. Zur Sicherheit der Gläubiger werden die Belastungen im Schiffsregister eingetragen. Voraussetzung der Eintragung ist die amtliche Vermessung des Schiffes durch das Bundesamt für Seeschifffahrt und Hydrographie. Abzugrenzen ist die Schiffshypothek von der maritime lien. Letztere entsteht aus gesondertem Recht und ist unabhängig von einer Eintragung in ein Register wirksam.
Deutschland führte 1989 ein internationales Seeschifffahrtsregister (Zweitregister) ein, das entgegen der 1988 erfolgten Anhörung des Sachverständigen Rolf Geffken im Verkehrsausschuss des Bundestages es erlaubt, die deutsche Flagge zu führen, aber dennoch die Besatzung außerhalb des deutschen Arbeits- und Tarifrechts zu beschäftigen.
Im Oktober 2016 fuhren unter deutscher Flagge 339 Schiffe, unter fremder Flagge 2343 Schiffe.
Auch in anderen Ländern werden entsprechende Schiffsregister, die allesamt öffentlichen Glauben genießen, geführt. Insbesondere aus Kostengründen nutzen auch deutsche Reeder häufig die Möglichkeit, eigene Schiffe unter ausländischer Flagge mittels Eintragung in ein ausländisches Schiffsregister fahren zu lassen. Bekannt für eine solche Ausflaggung sind insbesondere Länder wie Griechenland, Liberia und Panama, aber auch einige Karibikstaaten.
Von amtlichen Registern zu unterscheiden sind Klassifikationsgesellschaften wie z. B. Bureau Veritas, Lloyd’s Register of Shipping, DNV GL, wie auch American Bureau of Shipping oder Registro Italiano Navale. Bei Klassifikationsgesellschaften handelt es sich um technische Prüforganisationen, die die Einhaltung von Standards und Normen sowie behördlicher Auflagen beim Bau und Betrieb von Schiffen überwachen.

### Schweiz
Die Schweiz führt ein spezielles Schiffsregister für Binnenschiffe und meerestaugliche Schiffe.
Große Binnenschiffe und meerestaugliche Schiffe sind nach schweizerischem Recht unbewegliche Sachen, solange diese im Schiffsregister eingetragen sind. Die Schweiz folgt bei der Registrierung von Schiffen dem Nationalitätsprinzip. Nur schweizerische Staatsbürger und Doppelstaatsbürger können, unabhängig von ihrem tatsächlichen Wohnsitz, ein Schiff im schweizerischen Schiffsregister eintragen lassen.
Das schweizerische Recht entspricht in dieser Rechtsansicht über Schiffe als unbewegliche Sachen und der Eintragung im Schiffsregister weitgehend dem deutschen Recht bzw. der deutschen Rechtslehre. In das schweizerische Register der Seeschiffe dürfen nur schweizerische Seeschiffe eingetragen werden.
Für Yachten und Kleinboote kennt die Schweiz drei unterschiedliche Richtlinien. Für Boote, die auf den schweizerischen Binnengewässern (inklusive der Grenzgewässer Bodensee, Genfersee, Lago Maggiore und Luganersee) eingesetzt werden, gilt die Verordnung über die Schifffahrt auf schweizerischen Gewässern beziehungsweise die Bodenseeschifffahrtsordnung. Diese legen fest, dass für alle Schiffe mit einer Gesamtlänge von mehr als 2,5 Metern eine Kennzeichnung nötig ist. Diese wird von den kantonalen Schifffahrtsämtern erteilt. Sie gleicht den in der Schweiz vergebenen Autonummern und besteht aus dem Kantonskürzel und einer 1- bis 5-stelligen Nummer. Die kantonalen Schifffahrtsämter führen das Register der in ihrem Kanton stationierten Schiffe und überprüfen sie regelmäßig betreffend Seetüchtigkeit und Ausrüstung. Eigner hochseetauglicher Yachten können beim schweizerischen Seeschifffahrtsamt einen Flaggenschein beantragen. Dieses international gültige Papier wird nur nach dem formellen Nachweis der Tauglichkeit des Schiffes für Hochseefahrt ausgestellt, was für neuere Boote mindestens bedeutet, dass sie den Kategorien A oder B der CE-Sportbootrichtlinie entsprechen müssen. Das Seeschifffahrtsamt stellt sicher, dass der eingetragene Schiffsname für die Schweiz eindeutig ist. Eine Flaggenbestätigung kann für ein Schiff beantragt werden, das diese Voraussetzungen nicht erfüllt und auch nicht erfüllen kann. Diese ist jedoch nur auf ausländischen Binnenrevieren und bis maximal 5 Seemeilen zur Küstenlinie gültig.
Einziger Heimathafen für alle Schiffe, die unter Schweizer Flagge zur See fahren, ist Basel. Damit unterliegen die Personen an Bord eines Schweizer Schiffes basel-städtischem Recht und Gerichtsbarkeit.

### Liechtenstein
Liechtenstein führt kein Schiffsregister für Binnenschiffe und seetaugliche Schiffe. Es kann daher von der liechtensteinischen Regierung kein Flaggenschein ausgestellt werden, der grundsätzlich für ein ordentliches Betreiben eines Schiffes in internationalen Gewässern erforderlich ist.  Bootseigner mit liechtensteinischer Staatsbürgerschaft müssen daher meerestaugliche Schiffe in Drittstaaten registrieren lassen und deren Flagge führen.
Hinsichtlich Binnenschiffe und seetauglicher Schiffe finden sich in Liechtenstein keine Regelungen, so dass diese, soweit vorhanden, als bewegliche Sache (Fahrnis) einzuteilen sind und dem „normalen“ Sachenrecht unterliegen. In Liechtenstein selber gibt es auch keine schiffbaren Gewässer.